# Marienheide
Marienheide ist eine kreisangehörige Gemeinde des Oberbergischen Kreises im Regierungsbezirk Köln. Sie liegt im Bergischen Land im Bundesland Nordrhein-Westfalen.

## Geographie
| Gemeindegebiet               | Gemeindegebiet | Gemeindegebiet                  |
| ---------------------------- | --- | ------------------------------- |
|                              | B – Berghof – Börlinghausen D – Dahl – Däinghausen – Dannenberg – Dürhölzen – Dommermühle E – Eberg – Eiringhausen – Erlinghagen G – Gervershagen – Gimborn – Gogarten – Graben – Griemeringhausen – Grunewald H – Heierlöh – Himmerkusen – Hinterscharde – Höfel – Holzwipper – Hütte J – Jedinghagen K – Kalsbach – Kattwinkel – Kempershöhe – Königsheide – Kotthausen – Kotthauserhöhe – Krommenohl – Kümmel L – Lambach – Lehmkuhl – Leiberg – Lienkamp – Linge M – Mittelweg – Müllenbach N – Niederkotthausen – Niederwette O – Oberboinghausen – Obernhagen – Obersiemeringhausen – Oberwette R – Rodt S – Sattlershöhe – Schemmen – Schmitzwipper – Schöneborn – Schulzenkamp – Siemerkusen – Siepen – Späinghausen – Straße – Stülinghausen U – Unterboinghausen – Unterpentinghausen V – Vorderscharde W – Weyerhof – Wernscheid – Wilbringhausen – Winkel Z – Zimmerberg |                                 |
| Nachbargemeinden und -städte | |                                 |
|                              | | Kierspe (Märkischer Kreis)      |
| Wipperfürth                  | | Meinerzhagen (Märkischer Kreis) |
| Lindlar                      | Gummersbach | Bergneustadt                    |

## Geschichte
1417 wird der Ort das erste Mal urkundlich erwähnt: „In einer Verkaufsurkunde wird genannt Heydenreich unserer lieben Frauen Knecht auf der Mergenheyde“.
Auf den Altarleuchten der alten Wallfahrtskirche ist ein gezeichnetes Wappen von 1601 zu sehen, das die Bezeichnung „Mergenheyd“ trägt. In einer alten Broschüre des Katholischen Pfarramtes Marienheide kann man nachlesen: „Der Gnadenort Marienheide führt seinen Ursprung auf das Jahr 1420 und auf einen bestimmten Mann zurück.“ Dieser einfache Mann namens Heinrich habe als Klausner in einem gehauenen Felsenversteck „auf der Heyde“, also im „Bockelsburger Wald“ und damit nahe der heutigen Eisenbahnlinie, gelebt. Der Einsiedler soll sich von Ackerbau ernährt haben. Eine weitere, nicht näher bezeichnete Chronik wird hierzu als Quelle angeführt, und so heißt es weiter, dass „diesem eifrigen Heinrich die glorwürdigste Muttergottes in Gestalt eines kleinen Bildleins erschien und ihm gebot, sich nach Köln zu begeben, um ein ähnliches Bildlein für dreißig Silberlinge zu kaufen.“ Damit sei der Anfang für den Wallfahrtsort gemacht worden. Klausner Heinrich habe bei Graf Gerhard von der Mark, dem damaligen Landesherrn, Unterstützung gefunden, so dass sich sowohl Martin V. als auch der Predigerorden interessierten. So sei „in der Einöde“ die erste kleine Kirche und später ein Stück entfernt das Dominikaner-Kloster entstanden.
Marienheide gehörte bis zur Franzosenzeit zur Grafschaft Gimborn und fiel 1806 an den französischen Satellitenstaat Großherzogtum Berg. Dort wurde bei der Einführung von Verwaltungsstrukturen nach französischem Vorbild im Kanton Gummersbach des Arrondissements Siegen im Département Sieg auch die Mairie (Bürgermeisterei) Marienheide eingerichtet. Nachdem das Gebiet 1814 an Preußen gefallen war, wurde aus der Mairie die preußische Bürgermeisterei Marienheide.  Diese gehörte zunächst ab 1816 zum Kreis Gimborn, ab 1825 zum Kreis Gummersbach und bestand nur aus der Landgemeinde Marienheide.
Die Gemeinde geriet am 27. Februar 1998 in die Schlagzeilen, als zwei Lehrerinnen der Gesamtschule mit einer selbst gebastelten Sprengladung ermordet wurden und noch im selben Jahr der ehemalige Gatte eines der Opfer zu lebenslanger Freiheitsstrafe verurteilt wurde.

## Gebietsreform
Marienheide war eigenständige Bürgermeisterei bis 1931.
Im Zuge der kommunalen Neugliederung wurden zum 1. Januar 1975 größere Gebietsteile der Stadt Kierspe und der damaligen Gemeinden Gimborn und Klüppelberg und kleinere Gebietsteile der Stadt Gummersbach und der Gemeinde Lindlar nach Marienheide eingegliedert (§ 16 Köln-Gesetz); kleinere Gebietsteile wurden – wie schon zum 1. Juli 1969 (§ 1 Nr. 2 Oberberg-Gesetz) – im Gegenzug an Gummersbach (§ 15 Abs. 2 Nr. 2 Köln-Gesetz) abgegeben.

## Politik

### Gemeinderat
Die 30 Sitze des Rates der Gemeinde Marienheide verteilen sich auf sieben Parteien und Gruppierungen. Bürgermeister Stefan Meisenberg ist ebenfalls stimmberechtigtes Mitglied des Gemeinderates.

### Bürgermeister
Im Mai 2014 wurde Stefan Meisenberg (CDU/GRÜNE/FDP/Wählergr.) mit 73,9 % der Stimmen zum Nachfolger von Uwe Töpfer gewählt und 2020 mit 78,48 % im Amt bestätigt.

### Gemeindepartnerschaft
Die polnische Stadt Biała ist seit 1993 Partnerstadt von Marienheide. Biała ist überwiegend ländlich strukturiert und hat etwa 2600 Einwohner. Mit einem Anteil von 32,2 % zählt Biała zu der Stadt mit dem größten Anteil an deutschen Einwohnern in Polen.

### Wappen
Die obere Hälfte zeigt zwei gekreuzte, silberne Rodehacken mit goldenen Stielen auf rotem Grund, darüber eine fünfblättrige, silberne Rose mit grünen Kelchblättern und gelbem Blütenstand. Auf der unteren Hälfte befindet sich auf silbernem Grund ein abgewandelter bergischer Löwe, blaubewehrt, doppelgeschwänzt, rot und mit erhobener rechter Pranke. Er schreitet ohne Krone und unterscheidet sich dadurch vom Wappen derer von Berg.

## Sehenswürdigkeiten
- Brucher Talsperre
- Lingesetalsperre

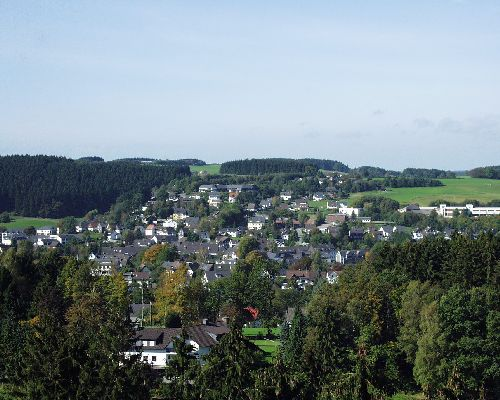
Marienheide – Blick vom Aussichtsturm auf dem Ellberg

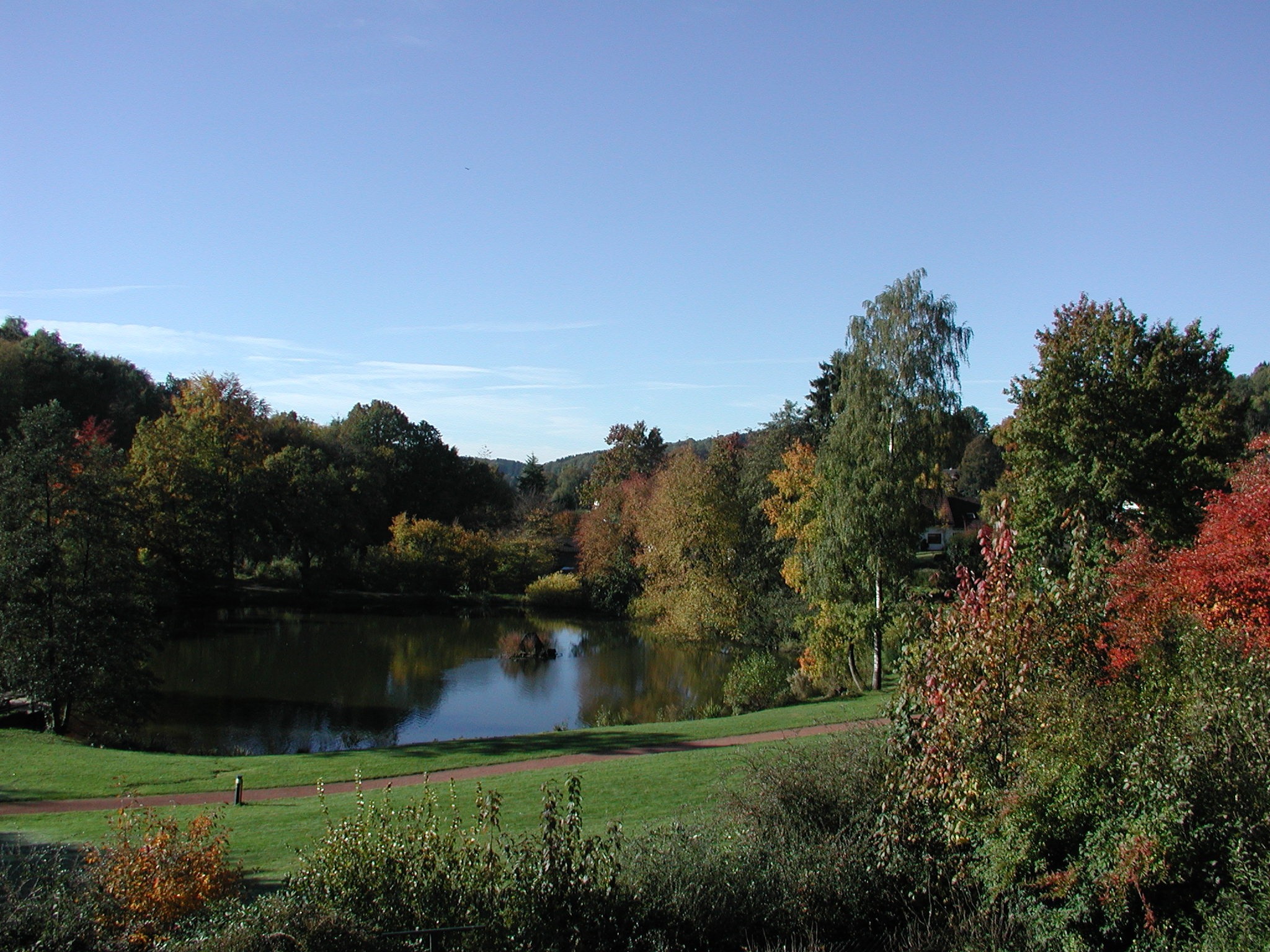
Heilteich in Marienheide

- Im Ortsteil Müllenbach steht eine der sogenannten Bunten Kerken, eine mit mittelalterlichen Deckenmalereien – siehe Evangelische Kirche (Müllenbach).
- Historisches Bauernhaus Dahl, Außenstelle des Museums des Oberbergischen Kreises.
- Im Ortsteil Börlinghausen liegt das Quellgebiet der Wipper.
- In der Ortsmitte befindet sich die Wallfahrtskirche St. Mariä Heimsuchung. Es ist Ziel von Wallfahrten jeweils Anfang Juli. Die Gläubigen suchen ein Heiligenbild auf, das im Mittelalter Wunder bewirkt haben soll.
- Nahe der Ortsmitte liegt der ehemalige Kurpark mit dem „Heilteich“. Der Kurpark wurde angelegt, als Marienheide anerkannter Luftkurort war und sich noch nicht für den wirtschaftlichen Schwerpunkt „Gewerbe und Industrie“ entschieden hatte. Für die Menschen aus dem Ruhrgebiet galt Marienheide damals als „Sommerfrische“. Der „Heilteich“ ist sehr alt, und sein Name rührt daher, dass man ihn zu einer Zeit, als es noch kein öffentliches Trinkwassernetz gab, von Verunreinigungen frei hielt und vor allem dort nicht die Wäsche wusch. Man hielt ihn „heil“ oder „heilig“.
- Schloss Gimborn
- Haus der Geschichten im Ortsteil Müllenbach
- Das Bergische Drehorgelmuseum, das Museum für Musikautomaten im Bergischen Land, zeigt in der ehemaligen Dorfkirche im Ortsteil Kempershöhe 250 Musikautomaten aus drei Jahrhunderten[11]
- Das Lambachpumpenmuseum zeigt eine funktionsfähige Wasserpumpe von 1911, die dank einer genialen Erfindung völlig ohne Elektrizität auskommt.[12]
- Aussichtsturm auf dem Ellberg in Marienheide, 30 m hoch (2009 abgerissen)
- Aussichtsturm auf dem Unnenberg nahe der gleichnamigen Ortschaft, 45 m hoch, höchste Erhebung in Marienheide. Bei guter Fernsicht reicht der Blick bis zum Siebengebirge.
- Hülloch: Kalksteinhöhle in der Nähe von Marienheide-Winkel auf dem Schieferstein (365 m hoch), abgelegen im Wald (N 51° 04.206, E 7° 30.375), Infotafel der Gemeinde Marienheide vom Mai 1973 am Höhleneingang:

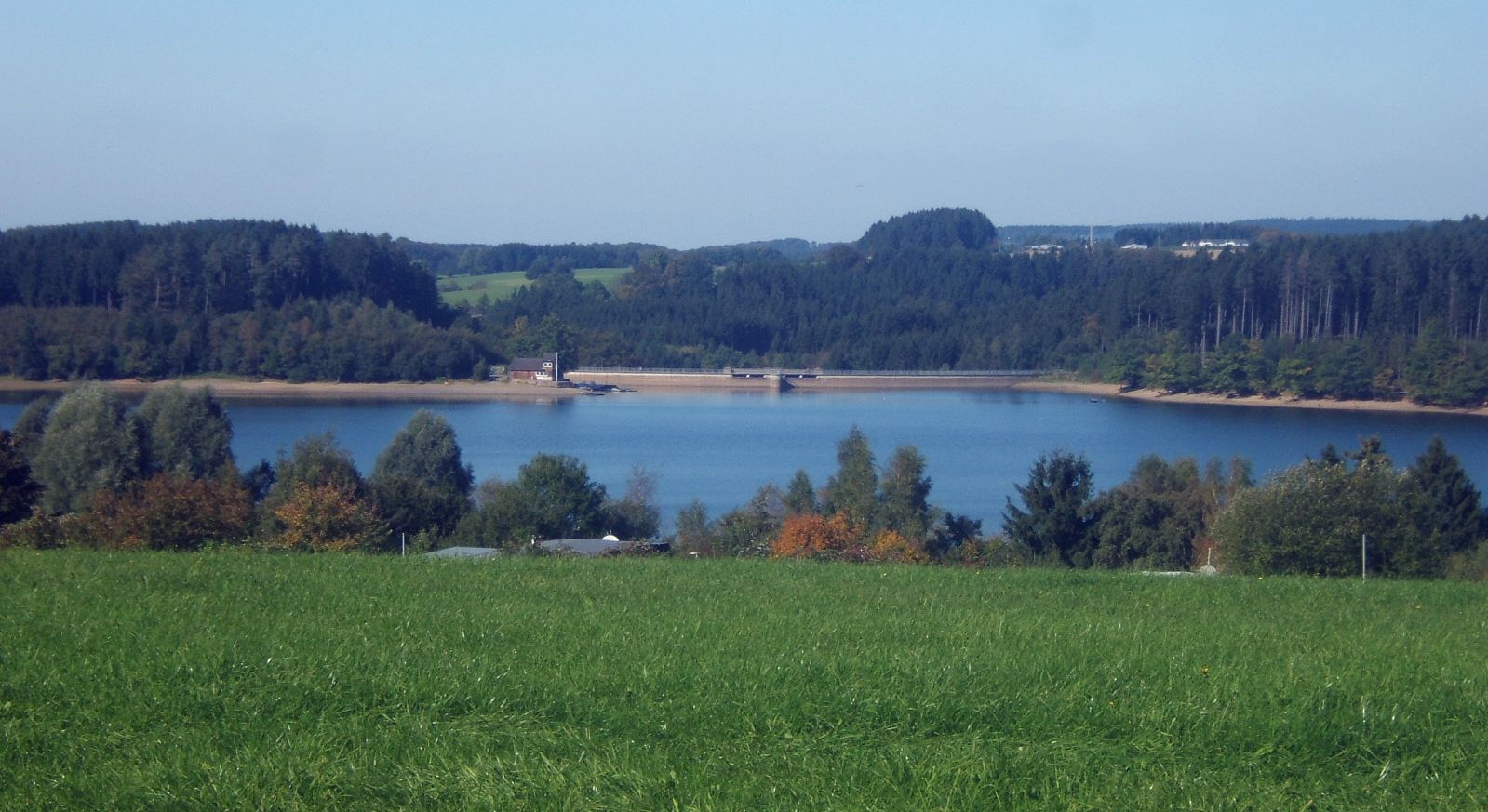
Brucher Talsperre

Naturdenkmal „Hülloch“ (auch Höhlloch)
„Alte Bücher und Schriften berichten von einem unterirdischen Gang zum Kloster Marienheide und nach Schloss Gimborn. Diese Berichte dürften der Legende zuzurechnen sein: Sie wurden durch fachmännische Untersuchungen im Dezember 1972 nicht bestätigt.
Ausmaß der Höhle:
- Eingangshalle 15 × 12 m
- Gänge insgesamt 25 m
- Tiefster Punkt 7 m unter dem Niveau des Eingangs.

Im Dreißigjährigen Krieg diente die Höhle als Zufluchtsstätte der umliegenden Einwohner vor umherziehenden Banden.
Interessant und neu ist die Feststellung, dass in diesem Gebiet in großem Umfang Kalkabgrabungen vorgenommen wurden. Der Fund von glasierten Steinen weist auf frühere Kalkbrennöfen hin.“

## Kirchen

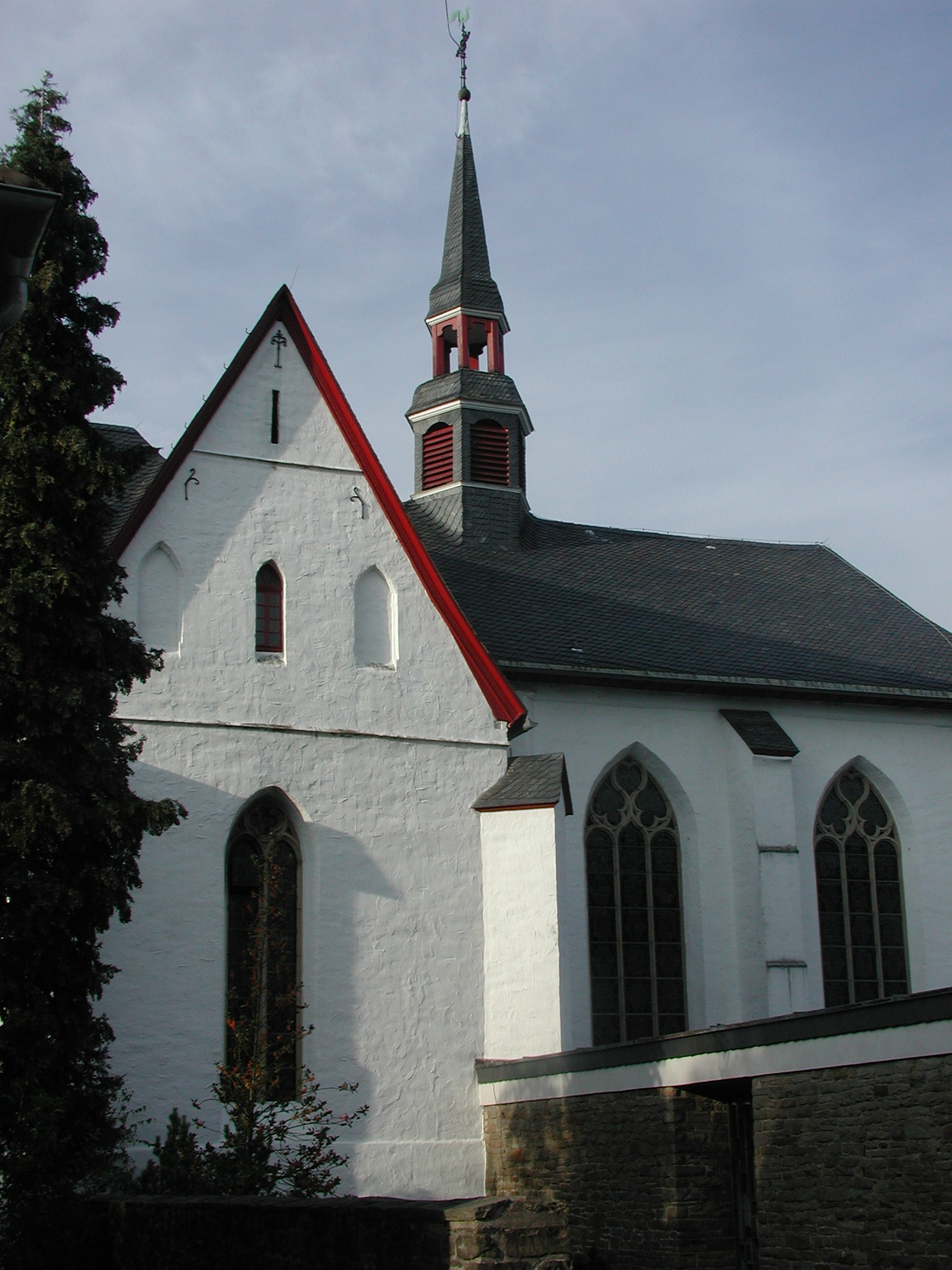
Wallfahrtskirche
St. Maria Heimsuchung

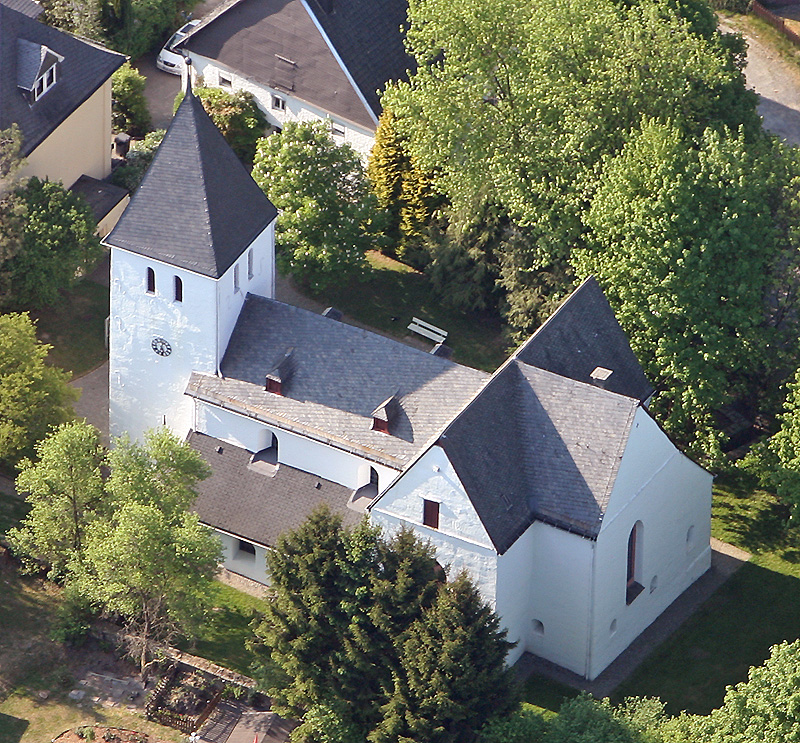
Bunte Kirche in Müllenbach

- Römisch-katholische Kloster- und Wallfahrtskirche St. Mariä Heimsuchung
- Römisch-katholische Kirche St. Ludwig Maria Grignion von Montfort
- Römisch-katholische Kirche St. Johannes Baptist (ehem. Schlosskirche zu Gimborn)
- Evangelische Kirche Marienheide
- Evangelische Kirche Müllenbach
- Evangelische Kirche Kotthausen
- Baptisten-Brüdergemeinde Marienheide
- Evangelisch Freikirchliche Missionsgemeinde

## Wander- und Radwege
Zu den Wanderwegen im Oberbergischen Land gehören auch die Wanderwege Marienheides, die fast ausnahmslos vom Sauerländischen Gebirgsverein e. V. (SGV) eingerichtet wurden.
Durch Marienheide hindurch führen zwei überregionale Wanderwege: Die Straße der Arbeit und der Wupperweg, dazu die beiden Pilgerwege der Heidenstraße (Leipzig – Köln) und des Jakobsweges.
Marienheide ist der Start- und Endpunkt der Themen-Radroute Wasserquintett.

## Verkehr

### Schienen- und Busverkehr
Der Bahnhof Marienheide liegt an der eingleisigen Volmetalbahn, auf deren Abschnitt nach Dieringhausen und der anschließenden Aggertalbahn im Schienenpersonennahverkehr stündlich die Oberbergische Bahn nach Köln, sowie in Richtung Osten nach Meinerzhagen und Lüdenscheid verkehrt.
| Linie | Linienverlauf | Takt   | Verkehrsverbund |
| ----- | --- | ------ | --------------- |
| RB 25 | Oberbergische Bahn: Köln Hansaring – Köln Hbf – Köln Messe/Deutz – Köln Trimbornstraße – Köln Frankfurter Straße – Rösrath-Stümpen – Rösrath – Hoffnungsthal – Lohmar-Honrath – Overath – Engelskirchen – Ründeroth – Gummersbach-Dieringhausen – Gummersbach – Marienheide – Meinerzhagen – Kierspe – Halver-Oberbrügge – Lüdenscheid-Brügge – Lüdenscheid Stand: Fahrplanwechsel Dezember 2023 | 60 min | VRS             |

Durchgeführt wird der Schienenpersonennahverkehr (SPNV) von DB Regio NRW.
Die Gleise Richtung Meinerzhagen wurden bis 2012 saniert und gingen zum Fahrplanwechsel im Dezember 2013 in Betrieb.
Zwei weitere Strecken, die Leppetalbahn nach Engelskirchen und die Wippertalbahn nach Remscheid-Lennep, sind seit langem stillgelegt und abgebaut.
Im Straßenpersonennahverkehr verkehren vom Bahnhof Marienheide die Buslinien
- 308 Marienheide Bf. – Hütte – Frielingsdorf – Engelskirchen Bf. (OVAG, Mo–Fr, kein Abend- und Nachtverkehr, bedingter Samstagsverkehr)
- 320 Marienheide Bf. – Meinerzhagen (OVAG, nur Werktagsverkehr, außer den Schulfahrten 5 Fahrten täglich)
- 336 Gummersbach – Marienheide – Wipperfürth – Remscheid-Lennep (OVAG, Mo–So Stundentakt, Nachtbusverbindungen)
- 399 Marienheide Bf. – Kempershöhe – Gimborn – Dohrgaul – Holzwipper (OVAG, nur an Schultagen, vormittags und mittags im Stundentakt)

Für den gesamten Öffentlichen Personennahverkehr (ÖPNV) gilt der Tarif des Verkehrsverbundes Rhein-Sieg (VRS) und tarifraumüberschreitend der NRW-Tarif.

### Straßen
Marienheide ist über die Bundesautobahnen 4 (E 40) und 45 (E 41) sowie die Bundesstraße 256 an das Fernstraßennetz angebunden.

## Kultur und Bildung
- Grundschulverbund „Heier Grundschule“ Marienheide
- Gemeinschaftsgrundschule Müllenbach
- Gesamtschule Marienheide mit Sekundarstufe I und II
- Kreisvolkshochschule Abt. Marienheide
- Informations- und Bildungszentrum der Polizei (IBZ) Gimborn
- Freizeitzentrum des Bibellesebundes Holzwipper
- Gemeindebücherei Marienheide mit Nebenstelle Müllenbach
- Katholische Pfarrbücherei

## Persönlichkeiten

### Söhne und Töchter der Gemeinde
- Gottlieb Lambach (1838–1921), Erfinder der Lambachpumpe
- Friedrich Dinstühler (1896–1945), römisch-katholischer Geistlicher, NS-Opfer
- Josef Müller-Marein (1907–1981), langjähriger Chefredakteur von Die Zeit und Schriftsteller
- Paul Lücke (1914–1976), Bundesminister für Wohnungsbau, Bundesminister des Innern
- Jochen Feldhoff (* 1943), ehemaliger Handballspieler
- Klaus Kater (* 1948), Handballtorwart
- Johannes M. Becker (* 1952), Politologe, Friedensforscher und Hochschullehrer
- Peter Vollmann  (* 1957), Fußballtrainer
- Ulrich Lemmer (* 1964), Professor für Optoelektronik
- Lucy Scharenberg (* 1976), Kinderbuchautorin

### Personen mit Verbindung zu Marienheide
- Anni Rehborn (1904–1986), deutsche Schwimmerin, Freundin von Eva Braun, hatte ein Haus in Marienheide und lebte dort nach 1945
- Udo Lattek (1935–2015), Fußballspieler, war für den SSV Marienheide aktiv
- Bernd Podak (1942–2018), Handballtorwart
- Stella Kramer (* 1989), Handballspielerin
- Thorax (DJ) (* 1989), Hardcore-Techno DJ und Musikproduzent
- Paul Drux (* 1995), Handballspieler